# Праздники Вьетнама
Список праздников, официально отмечаемых в Социалистической Республике Вьетнам.

## Общенациональные праздники
| Дата                                                                                                 | Русское название                | Вьетнамское название  | Описание |
| --- | ------------------------------- | --------------------- | --- |
| 1 января                                                                                             | Новый год                       | Tết dương lịch        | |
| Последний день последнего месяца лунного календаря — Четвертый день первого месяца лунного календаря | Тет                             | Tết Nguyên Đán        | Вьетнамский Новый год, крупнейший праздник Вьетнама. Приходится на конец января — начало февраля.                   |
| 10 день третьего лунного месяца                                                                      | День поминовения королей Хунгов | Giỗ tổ Hùng Vương     | Установлен в 2007 году в память о легендарных королях Хунгах — правителях первого вьетнамского государства Ванланг. |
| 30 апреля                                                                                            | День победы (День объединения)  | Ngày giải phóng       | Взятие Сайгона и объединение Вьетнама в 1975 году.                                                                  |
| 1 мая                                                                                                | Первое мая                      | Ngày Quốc tế Lao động | |
| 2 сентября                                                                                           | День независимости              | Quốc khánh            | Провозглашение независимости Вьетнама и образование Демократической Республики Вьетнам                              |

## Прочие памятные даты
| Дата       | Русское название                                                             | Вьетнамское название                                                     |
| ---------- | ---------------------------------------------------------------------------- | ------------------------------------------------------------------------ |
| 9 января   | День вьетнамского студента                                                   | Ngày Học sinh - Sinh viên Việt Nam                                       |
| 3 февраля  | Годовщина образования Коммунистической партии Вьетнама                       | Ngày thành lập Đảng                                                      |
| 27 февраля | День вьетнамского врача                                                      | Ngày Thầy thuốc Việt Nam                                                 |
| 8 марта    | Международный женский день                                                   | Quốc tế Phụ nữ                                                           |
| 21 апреля  | День книги                                                                   | Ngày Sách Việt Nam                                                       |
| 7 мая      | День победы при Дьенбьенфу                                                   | Ngày Chiến thắng Điện Biện Phủ                                           |
| 19 мая     | День рождения президента Хо Ши Мина                                          | Ngày sinh Chủ tịch Hồ Chí Minh                                           |
| 1 июня     | Международный день защиты детей                                              | Ngày quốc tế thiếu nhi                                                   |
| 28 июня    | День вьетнамской семьи                                                       | Ngày gia đình Việt Nam                                                   |
| 27 июля    | День памяти погибших за независимость Вьетнама                               | Ngày thương binh liệt sĩ                                                 |
| 19 августа | Годовщина Августовской революции 1945 года                                   | Ngày cách mạng tháng 8                                                   |
| 10 октября | День освобождения столицы                                                    | Ngày giải phóng thủ đô                                                   |
| 13 октября | День вьетнамского предпринимателя                                            | Ngày Doanh nhân Việt Nam                                                 |
| 20 октября | День вьетнамской женщины                                                     | Ngày phụ nữ Việt Nam                                                     |
| 7 ноября   | День Октябрьской революции                                                   | Ngày Cách mạng Tháng Mười                                                |
| 20 ноября  | День учителя                                                                 | Ngày Nhà giáo Việt Nam                                                   |
| 22 декабря | День национальной обороны (годовщина образования Вьетнамской народной армии) | Ngày hội quốc phòng toàn dân (ngày thành lập Quân đội nhân dân Việt Nam) |
| 25 декабря | Рождество                                                                    | Giáng sinh/Nôen                                                          |

Праздники, отмечаемые по лунному календарю:
| Дата                                 | Русское название                          | Вьетнамское название              |
| ------------------------------------ | ----------------------------------------- | --------------------------------- |
| 15 день 1 месяца (первое полнолуние) | Праздник фонарей                          | Tết Nguyên Tiêu (Rằm tháng giêng) |
| 6 день 2 месяца                      | Фестиваль в храме двух сестер Чынг        |                                   |
| подвижный, март или апрель           | Пасха                                     | Lễ Phục Sinh                      |
| 15 день 4 месяца                     | День рождения Гаутамы Будды               | Lễ Phật đản                       |
| 5 день 5 месяца                      | Праздник середины года                    | Tết Đoan ngọ                      |
| 15 день 7 месяца                     | Праздник духов                            | Rằm tháng bảy, Vu Lan             |
| 15 день 8 месяца                     | Праздник середины осени                   | Tết Trung thu                     |
| 23 день 12 месяца                    | Праздник духов-хранителей домашнего очага | Ông Táo chầu trời                 |